# 劉易斯·巴頓
劉易斯·巴頓（英語：Lewis Burton；1992年3月23日—）是一位英格蘭網球運動員。巴頓從7歲就開始打網球。2010年，他曾經打入溫布頓網球錦標賽的決賽。

## 外部連結
- 劉易斯·巴頓（英文/西班牙文）的官方資料
- Lewis Burton的國際網球總會 職業／青少年 官方資料（英文）
- LTA profile